# Massimiliano Nardecchia
Massimiliano Nardecchia (Torino, 29 agosto 1965) è un allenatore di calcio ed ex calciatore italiano, di ruolo difensore.

## Carriera

### Giocatore
Cresce nel vivaio del Torino, con cui vince il Campionato Primavera 1984-1985 battendo in finale la Lazio. Nel 1985 viene ceduto in Serie C1 al Piacenza, e rimane in Emilia per tre stagioni, nelle quali si alterna nel ruolo di marcatore con Stefano Fontana e Enzo Concina. Con gli emiliani conquista la promozione in Serie B al termine del campionato 1986-1987 e vince la Coppa Anglo-Italiana 1986.
Dopo la salvezza ottenuta l'anno successivo, viene ceduto al Monza, con cui disputa un altro campionato di Serie B. Nel 1989 si trasferisce in Serie A, acquistato dalla Lazio come contropartita nella cessione ai brianzoli di Luigi Di Biagio. Debutta nella massima serie il 10 settembre 1989 contro la Fiorentina, e colleziona in tutto 6 presenze in Serie A prima di far ritorno in Serie C, acquistato dal Mantova nel novembre 1990.

Nardecchia (in piedi, primo da sinistra), capitano della Viterbese nella stagione 1998-1999

In seguito milita nel Chieti e nello Spezia, prima di trasferirsi alla Viterbese, nel Campionato Nazionale Dilettanti. Con i laziali ottiene la promozione in Serie C2 nel 1995 e quella in Serie C1 al termine del campionato 1998-1999, indossando anche la fascia di capitano nella stagione 1996-1997.
Nel 1999 abbandona il calcio giocato, ma tre anni più tardi torna sui campi di gioco vestendo la maglia della Sanremese, in Serie D, in contemporanea all'attività di preparatore atletico.

### Allenatore e preparatore atletico
Dopo il ritiro ricopre il ruolo di preparatore atletico alle dipendenze di Fausto Silipo, con Viterbese, Sora e Sanremese, e viene poi riconfermato a Sanremo da Antonio Soda. Nel 2005 segue Soda allo Spezia.
In seguito al fallimento dei bianconeri, nel 2008 torna alla Viterbese allenata da Silipo, di cui è anche vice. Con l'esonero di Silipo, ricopre per un breve periodo anche il ruolo di allenatore, prima dell'ingaggio di Maurizio Pellegrino. Nella stagione 2009-2010 segue Pellegrino nel doppio ruolo di vice e preparatore sulla panchina del Cassino.
A partire dal 2012 ricopre l'incarico di preparatore atletico del Portogruaro, nello staff di Armando Madonna. Dopo il fallimento della società veneta, entra nello staff di Luigi Apolloni al ND Gorica, partecipante al campionato sloveno.
Nel giugno 2015 diventa allenatore dell'Orvietana, partecipante al campionato di Promozione umbra.
Da luglio 2016 assume l'incarico di allenatore dei Giovanissimi Nazionali Lega Pro della Viterbese Castrense. Il 20 marzo 2017 viene scelto dalla società laziale come vice del nuovo tecnico Rosolino Puccica.
Da maggio 2018 ricopre il ruolo di vice allenatore e preparatore atletico del Modena.
Il 30 maggio 2022 diventa il vice di Franco Lerda sulla panchina del Crotone, in Serie C. Viene esonerato insieme a Lerda il 13 febbraio 2023.
Nell'estate 2023, diventa l'allenatore della Favl Cimini Viterbo in Eccellenza laziale.

## Palmarès

### Calciatore

#### Competizioni giovanili
- Campionato Primavera: 1

Torino: 1984-1985

#### Competizioni nazionali
- Campionato italiano Serie C1: 1

Piacenza: 1986-1987
- Campionato italiano Serie C2: 1

Viterbese: 1998-1999
- Campionato Nazionale Dilettanti: 1

Viterbese: 1994-1995

#### Competizioni internazionali
- Coppa Anglo-Italiana: 1

Piacenza: 1986